# Місто на плаву
«Мі́сто на плаву́» (фр. Une ville flottante) — роман-тревелог французького письменника Жюля Верна, який входить до циклу «Незвичайні подорожі». Написаний і виданий у 1870 році.
Роман розповідає про подорож із Європи до Америки на борту океанського лайнера «Грейт Естерн», та відповідає реальній подорожі Жюля Верна в Америку. Під час непростого плавання виявляється, що двоє пасажирів мають намір звести один з одним рахунки.

## Історія написання

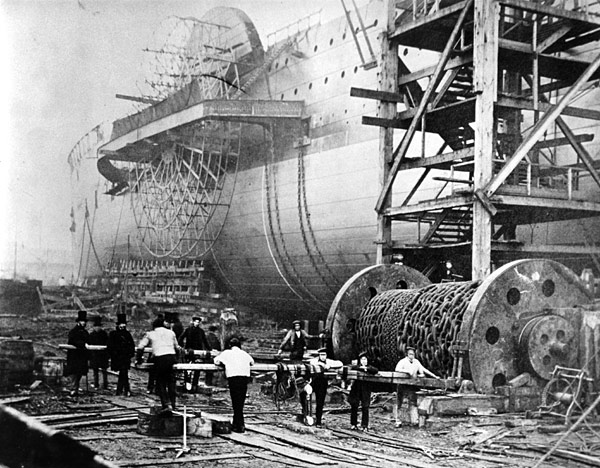
«Грейт Естерн» перед спуском на воду

На створення роману Жюля Верна надихнули плавання з Ліверпуля до Нью-Йорка, які він здійснив зі своїм братом Полом в березні-квітні 1867 році на найбільшому пароплаві своїх часів «Грейт Естерн». Раніше, під час своєї подорожі до Англії та Шотландії, влітку 1859 року, Жуль Верн відвідував лондонський верф Собачого острова на Темзі, де будували цей величезний пароплав — і був дуже вражений від цього інженерного дива.
Перша публікація роману тривала з 9 серпня по 6 вересня 1870 року в журналі «Journal des Débats politiques et littéraires». У вигляді окремої книги роман було видано 17 липня 1871 року. До неї також увійшло оповідання «Ті, що прорвали блокаду».
Ілюстроване видання (44 ілюстрації Жюля Фера, гравірованих Паннмакером і Хілдібраном), до якого також увійшла розповідь «Ті, що прорвали блокаду», було видано 10 жовтня 1871 року. А 31 жовтня 1872 року вийшов шостий «здвоєний» том «Незвичайних подорожей», до якого увійшли цей роман і роман «Пригоди трьох росіян і трьох англійців у Південній Африці».

## Сюжет
Оповідач, яким є сам Жуль Верн, 18 березня 1867 року прибуває в Ліверпуль, щоб поплисти на кораблі «Грейт Естерн» у Нью-Йорк. «Грейт Естерн» — це величезний як на свій час пароплав 200 м завдовжки та 30 м завширшки, відомий тим, що проклав телеграфний кабель через Атлантичний океан. Корабель вміщає екіпаж з сотні людей і може везти ще 4 тисячі пасажирів. Оповідач знайомиться з капітаном Фабіаном Мак-Ельвіном. Під час підйому якоря 26 березня стається аварія: тріскає шестерня і розкручений вагою якоря кабестан ранить багатьох матросів. Серед постраждалих опиняється і один з пасажирів — доктор Ден Пітфферж, якому оповідач надає допомогу.
«Грейт Естерн» пливе до Ірландії. Капітан знайомить оповідача з військовиком Арчібальдом Корсіканом. Оповідач зауважує, що щось гнітить Фабіана, проте не наважується спитати. Потім корабель потрапляє в сильний шторм, який хоча й витримує, але сильно хитається. Ден ділиться з оповідачем різними чутками про «Грейт Естерн», яким той, однак, не вірить.
Після шторму «Грейт Естерн» натрапляє на покинуте екіпажем судно «Леріда». Далі плавання триває нормально, оповідач розважається та балакає з іншими пасажирами. В неділю капітан проголошує проповідь, але потім її продовжує американець, який перекручує слова Біблії. Ден вірить розповідям про привида, що блукає по «Грейт Естерн», та пропонує знайти його. Оповідач вважає це вигадкою, але за кілька днів вони справді бачать дивну тінь. Насправді це виявляється Елен Годжес, колишня наречена Фабіана, а тепер дружина суворого та ревнивого Гаррі Дрейка. Фабіан не впізнає її, а оповідач вирішує не допустити, щоб вони зустрілися, інакше між Фабіаном і Гаррі станеться бійка.
«Грейт Естерн» перетинає Гольфстрим. Оповідачеві стає цікаво в якій каюті живе Елен і вирушає розшукати її. Він довідується від слуги про віддалений відсік корабля, а коли проникає туди, то бачить там же Фабіана. Той все ще не здогадується, що поблизу його колишня наречена, та покидає палубу.
Згодом корабель потрапляє в циклон, а оповідач вважає, що було безрозсудно вести «Грейт Естерн» туди, ризикуючи екіпажем і пасажирами. Ден ділиться своєю мрією викупити «Грейт Естерн» та влаштовувати там круїзи тільки для мільйонерів. Невдовзі Фабіан і Дрейк стикаються в гральному залі та назначають дуель на одній з палуб. Але минає час, а Дрейк не з'являється.
Дрейк все ж назначає секундантів, а оповідач і Ден погоджуються стати секундантами Фабіана та просять Арчібальда бути присутнім на дуелі, щоб надати медичну допомогу. Ден утім переконаний, що наближається гроза, через яку дуель скасують.
Справді, в час, коли назначено дуель, починається сильна гроза. В ході складного бою Дрейк вибиває з рук Фабіана шпагу, але в нього самого влучає блискавка і Дрейк гине. Елен вперше за багато років почувається вільною.
«Грейт Естерн» прибуває в Америку 9 квітня та пливе по Ніагарі. Оповідач з надбаними в подорожі товаришами відвідує Ніагарський водоспад, біля якого бачить як Фабіан та Елен зустрічають одне одного. Повернувшись додому 29 квітня, оповідач отримує листа від Дена, який вирішив продовжити подорожувати.

## Маршрут подорожі
1. Ліверпуль
2. Клір-Айленд
3. Нью-Йорк
4. Гудзон
5. Олбані
6. Рочестер
7. Ніагара-Фоллс
8. Ніагарський водоспад
9. Баффало
10. Ері
11. Нью-Йорк
12. Брест
13. Париж

## Галерея
Класичні ілюстрації Жуля Фера:

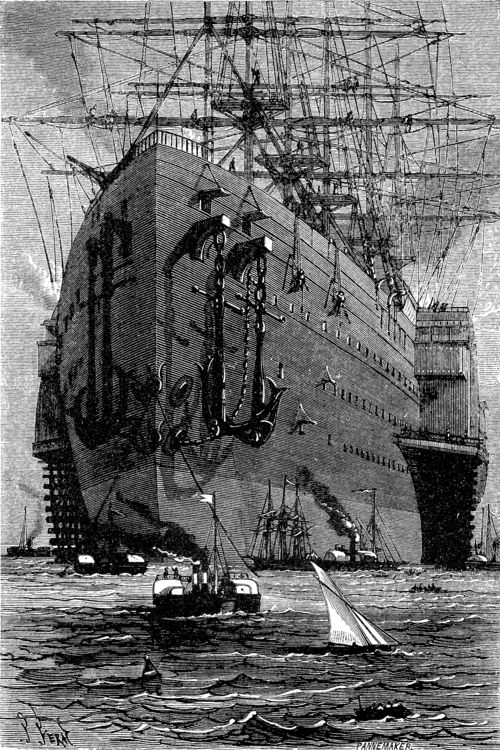
«Грейт Естерн»
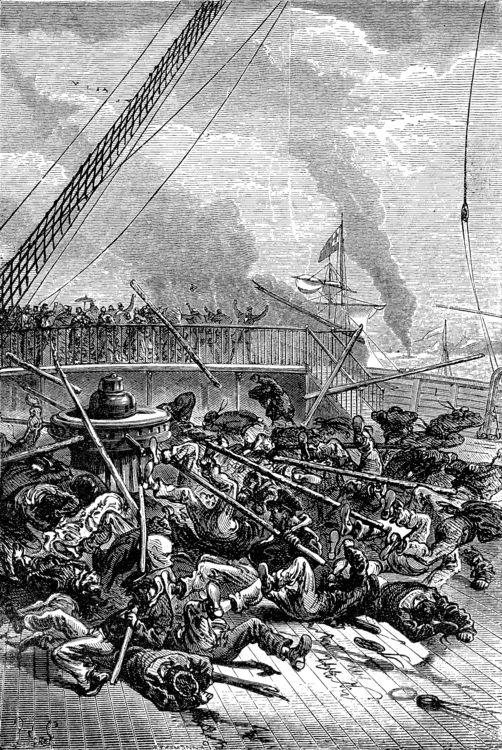
Аварія кабестана
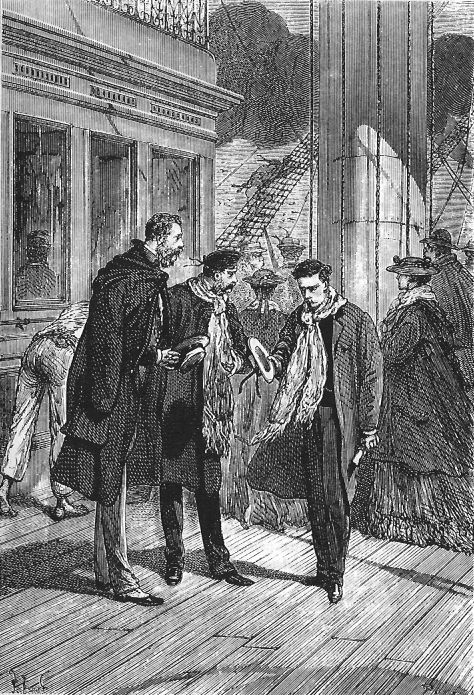
Фабіан, Ден і оповідач
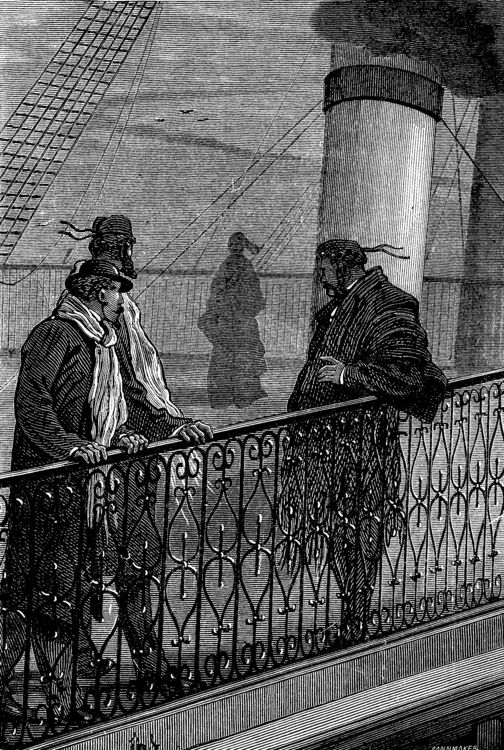
Таємнича тінь
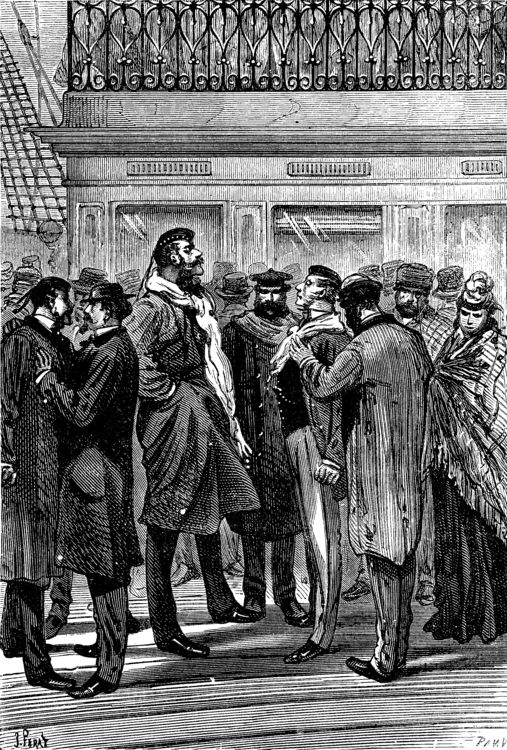
Зустріч Гаррі та Фабіана
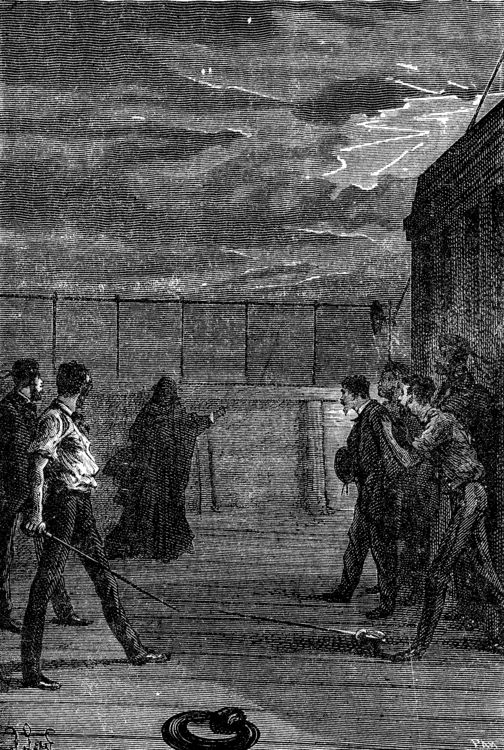
Дуель
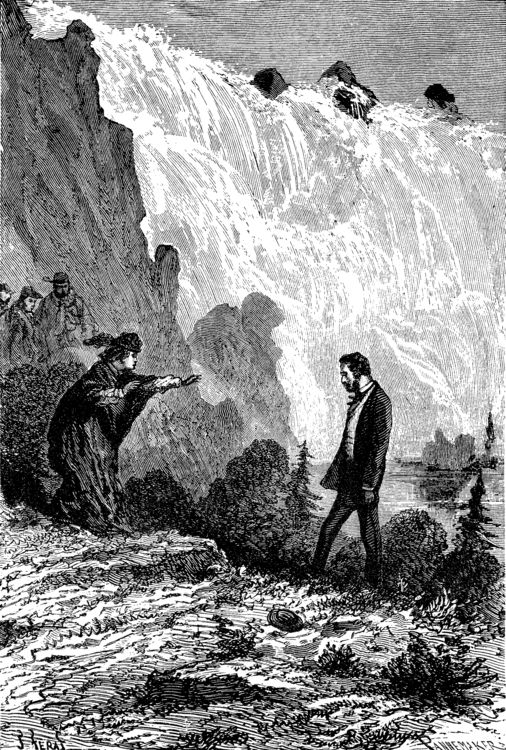
Фабіан воз'єднується з Елен